# عضل سوداني
عضل سوداني (الاسم العلمي: Gerbillus nancillus) (بالإنجليزية: Sudan Gerbil)‏ هو نوع من الحيوانات يتبع جنس العضل من الفصيلة الفأرية.